# アミヌ
アミヌ（Aminu、生没年未詳）は、紀元前19世紀頃のアムル人。アッシリア王名表には第26代のアッシリア王として記録されているが、彼がアッシリア王に即位した事実は無い。
アムル人の部族の一つであるハナ族出身の族長イラ・カブカブの息子として生まれた。恐らくマリを巡る紛争で父イラ・カブカブが、ヤギド・リムに敗れたため、父と弟のシャムシ・アダドとともにバビロニアへ逃れた。その後イラ・カブカブはエシュヌンナ領の一部を占領したが、この際アミヌは軍の一部を率いる立場にあり、エシュヌンナ王イピク・アダド2世と戦った。
彼のその後の消息は分かっていないが、イラ・カブカブの勢力を継承したのがシャムシ・アダドであったことから先に死亡したと考えられる。

## アッシリア王アミヌ
シャムシ・アダド1世はしばらく後にアッシリア王位を手に入れ、自らの正統性を確保するためにアッシリア王名表を編纂し、系譜の操作を行った。この中でイラ・カブカブは遥か過去の第25代アッシリア王とされ、アミヌは第26代の王として記録されたため、彼の名はアッシリア王として後世に伝わることになった。アッシリア王名表には第27代の王スリリがアミヌの息子であると記述されているが、実際の遺物から発見されたスリリの父名は異なっており、系譜操作の跡を見る事ができる。